# 長電ホテルズ
株式会社長電ホテルズ（ながでんほてるず）は、長野県下高井郡山ノ内町に本社を置くホテル運営企業。ながでんグループの傘下企業であり、長野電鉄の完全子会社である。
志賀高原の入口、上林温泉にある上林ホテル仙壽閣と、野沢温泉にある野沢グランドホテルの2館を運営する。

## 概要
創業時から沿線開発に積極的であった長野電鉄のホテル事業は、1928年（昭和3年）に開業した上林ホテル仙壽閣を最初に、最盛期には志賀高原・野沢温泉に4館を擁し、長野電鉄ホテルチェーンを形成していた。これらのホテルは時代の流れに合わせ、それぞれ子会社への移管や長野電鉄直営化を繰り返してきた。
しかし、スキーブームの終焉による経営環境の悪化に伴い、2007年（平成19年）に奥志賀高原ホテルがグループ外に売却され、2010年（平成22年）に丸池観光ホテルが廃業するに至った。残る上林ホテル仙壽閣は子会社の長電パークリゾートによって運営され、野沢グランドホテルは長野電鉄直営となっていたが、これらの運営業務を一元化するため、2017年（平成29年）に長電ホテルズが設立され、2館の運営を引き継いでいる。

## 沿革
前史（長野電鉄のホテル事業）
- 1928年（昭和3年）8月2日 - 前年に買収した旅館「仙壽閣」を整備し、上林ホテル開業（長野電鉄株式会社直営）。
- 1950年（昭和25年）9月1日 - 野沢温泉観光ホテル開館（子会社の野沢温泉観光株式会社が運営）。
- 1952年（昭和27年）12月23日 - 丸池スキーハウス開業（長野電鉄株式会社直営）。
- 1957年（昭和32年）1月1日 - 野沢温泉観光ホテルが、長野電鉄株式会社直営となる。
- 1967年（昭和42年）5月20日 - 丸池スキーハウスが丸池観光ホテルに改称。
- 1969年（昭和44年）12月21日 - 奥志賀高原ホテル開業（長野電鉄株式会社直営）。
- 1977年（昭和52年）12月9日 - 野沢温泉観光ホテルが野沢グランドホテルに改称。
- 1988年（昭和63年）4月30日 - 上林ホテルの運営が、長野電鉄子会社の株式会社上林ホテル仙壽閣に移管。
- 1989年（平成元年）4月28日 - 上林ホテルが上林ホテル仙壽閣に改称。
- 2004年（平成16年）9月 - 上林ホテル仙壽閣・丸池観光ホテル・奥志賀高原ホテルの運営が、長野電鉄子会社の株式会社長電パークリゾートに移管。
- 2007年（平成19年）7月 - 奥志賀高原ホテルがユニファイド・パートナーズ株式会社の子会社へ譲渡。
- 2008年（平成20年）3月11日 - 丸池観光ホテルの運営が、長野電鉄子会社の株式会社丸池観光ホテルに移管。
- 2010年（平成22年）5月31日 - 丸池観光ホテル閉館。
- 2018年（平成30年）2月1日 - 長野地裁より清算株式会社として特別清算手続の開始を命じられる（事件番号：平成30年（ヒ）第1001号）

長電ホテルズの歴史
- 2017年（平成29年）7月3日 - 長野電鉄株式会社と株式会社長電パークリゾートの共同新設分割により、株式会社長電ホテルズ設立。長野電鉄から野沢グランドホテル、長電パークリゾートから上林ホテル仙壽閣の事業を承継する。

## 運営するホテル

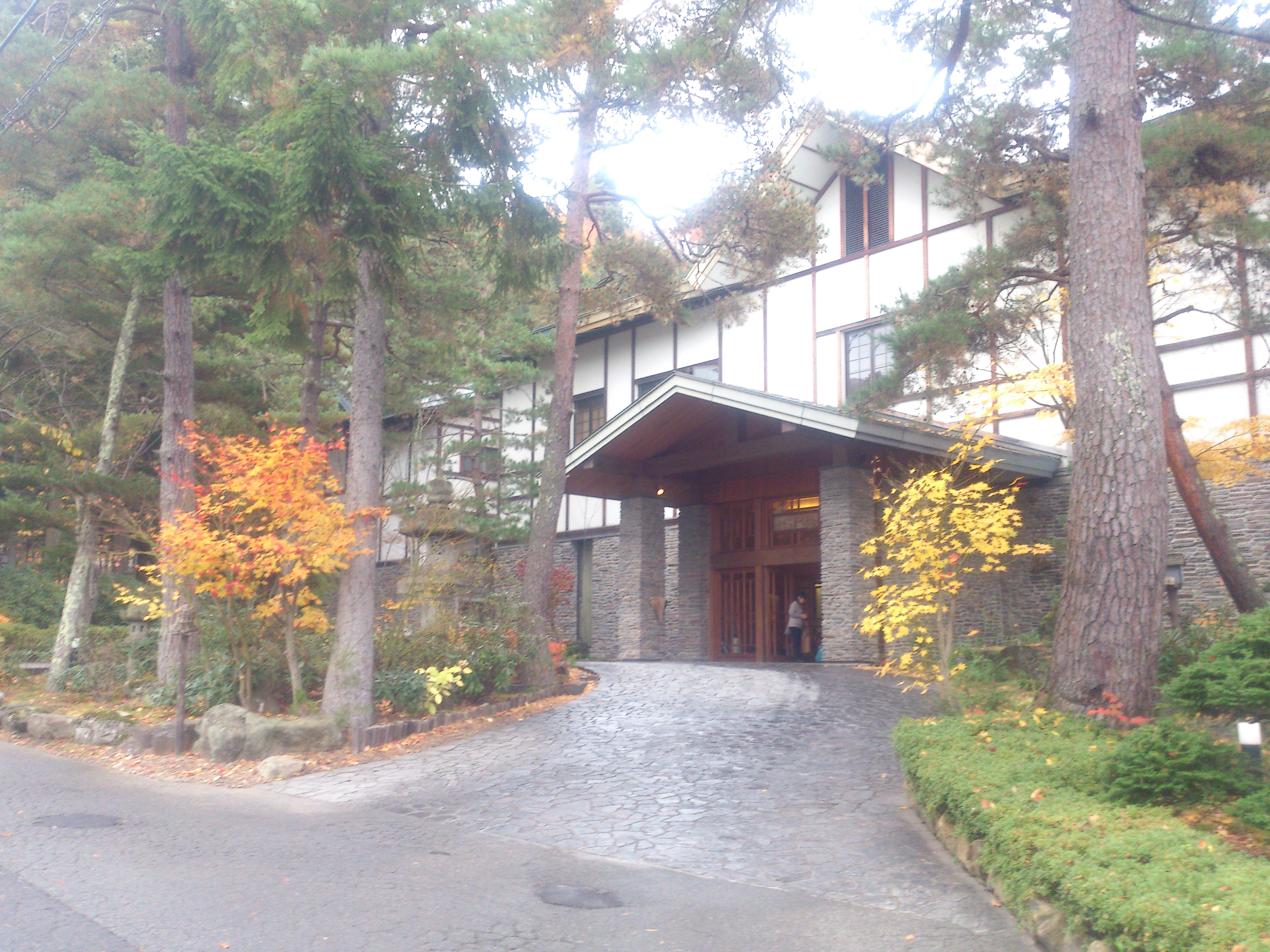
上林ホテル仙壽閣

いずれも政府登録国際観光旅館であり、露天風呂付客室とプールを持つ温泉地のリゾートホテルである。
- 上林ホテル仙壽閣
  - 長野県下高井郡山ノ内町平穏1410（上林温泉）
- 野沢グランドホテル
  - 長野県下高井郡野沢温泉村豊郷8888（野沢温泉）